# Municipio de Smoky Butte
El municipio de Smoky Butte (en inglés: Smoky Butte Township) es un municipio ubicado en el condado de Divide en el estado estadounidense de Dakota del Norte. En el año 2010 tenía una población de 34 habitantes y una densidad poblacional de 0,37 personas por km².

## Geografía
El municipio de Smoky Butte se encuentra ubicado en las coordenadas 48°40′23″N 103°35′49″O / 48.67306, -103.59694. Según la Oficina del Censo de los Estados Unidos, el municipio tiene una superficie total de 93.1 km², de la cual 91,11 km² corresponden a tierra firme y (2,13 %) 1,99 km² es agua.

## Demografía
Según el censo de 2010, había 34 personas residiendo en el municipio de Smoky Butte. La densidad de población era de 0,37 hab./km². De los 34 habitantes, el municipio de Smoky Butte estaba compuesto por el 91,18 % blancos, el 2,94 % eran afroamericanos, el 5,88 % eran amerindios. Del total de la población el 0 % eran hispanos o latinos de cualquier raza.